# Diana Yorgova
Diana Khristova Yorgova-Prodanova (en bulgare : Диана Христова Йоргова-Проданова, née le 9 décembre 1942 à Lovetch) est une athlète bulgare spécialiste du saut en longueur. Elle mesure 1,67 m pour 52 kg et est mariée au gymnaste Nikola Prodanov.

## Carrière

### Palmarès
| Date | Compétition                    | Lieu      | Résultat | Performance |
| ---- | ------------------------------ | --------- | -------- | ----------- |
| 1961 | Universiade d'été              | Sofia     | 2e       | 6,12 m      |
| 1964 | Jeux olympiques d'été          | Tokyo     | 6e       | 6,24 m      |
| 1966 | Championnats d'Europe          | Bulgarie  | 2e       | 6,45 m      |
| 1969 | Championnats d'Europe          | Athènes   | 4e       | 6,31 m      |
| 1972 | Jeux olympiques d'été          | Munich    | 2e       | 6,77 m      |
| 1973 | Championnats d'Europe en salle | Rotterdam | 1re      | 6,45 m      |

### Records
| Épreuve          | Performance | Lieu   | Date |
| ---------------- | ----------- | ------ | ---- |
| 100 mètres       | 11 s 8      |        | 1972 |
| Saut en longueur | 6,77 m      | Munich | 1972 |